# 恒川光太郎
恒川 光太郎（つねかわ こうたろう、1973年8月18日 - ）は、日本の小説家・ホラー作家。

## 来歴
東京都武蔵野市出身。大東文化大学経済学部卒業。
29歳の頃に沖縄県に移住し、塾の講師をしながら書いた「夜市」で第12回（2005年）日本ホラー小説大賞を受賞。選評で高橋克彦に「発想の転換」の才能を持つ人物だと評された。受賞作と書き下ろしの「風の古道」を併録した『夜市』で小説家デビューを果たした。
「風の古道」はネモト摂（木根ヲサムの別名義）により漫画化され、2006年週刊ヤングサンデーに全5話で短期連載された。その後、2007年より同誌にて再び木根ヲサムの手によって連載漫画化、世界観や一部の登場人物を引き継いだ作品として「まつろはぬもの〜鬼の渡る古道〜」と改題し、単行本全6巻が刊行された。漫画版「風の古道」は「まつろはぬもの」単行本第5巻に収録されている。
「夜市」は奈々巻かなこにより漫画化され、『ミステリーボニータ』（秋田書店）2018年7月号から連載された。単行本は2018年11月16日に刊行された。
2014年、『金色機械』で第67回日本推理作家協会賞（長編および連作短編集部門）受賞。
幻想的で精妙な作風を得意としている。

## 文学賞受賞・候補歴
- 2005年 - 「夜市」で第12回日本ホラー小説大賞受賞。
- 2005年 - 『夜市』で第134回直木賞候補。
- 2006年 - 『雷の季節の終わりに』で第20回山本周五郎賞候補。
- 2007年 - 『秋の牢獄』で第29回吉川英治文学新人賞候補。
- 2008年 - 『草祭』で第22回山本周五郎賞候補。
- 2011年 - 『金色の獣、彼方に向かう』で第25回山本周五郎賞候補。
- 2014年 - 『金色機械』で第35回吉川英治文学新人賞候補。
- 2014年 - 『金色機械』で第67回日本推理作家協会賞（長編および連作短編集部門）受賞[5]。
- 2018年 - 『滅びの園』で第9回山田風太郎賞候補[6]。

## 著作

### 単行本

#### 小説
- 夜市（2005年10月 角川書店 / 2008年5月 角川ホラー文庫）
  - 収録作品：夜市 / 風の古道
- 雷の季節の終わりに（2006年10月 角川書店 / 2009年8月 角川ホラー文庫）
- 秋の牢獄（2007年10月 角川書店 / 2008年1月 大活字文庫【上・下】 / 2010年9月 角川ホラー文庫）
  - 収録作品：秋の牢獄 / 神家没落 / 幻は夜に成長する
- 草祭（2008年11月 新潮社 / 2011年5月 新潮文庫）
  - 収録作品：けものはら / 屋根猩猩 / くさのゆめがたり / 天化の宿 / 朝の霞町
- 南の子供が夜いくところ（2010年2月 角川書店 / 2013年2月 角川ホラー文庫）
  - 収録作品：南の子供が夜いくところ / 紫焔樹の島 / 十字路のピンクの廟 / 雲の眠る海 / 蛸漁師 / まどろみのティユルさん / 夜の果樹園
- 竜が最後に帰る場所（2010年9月 講談社 / 2013年9月 講談社文庫）
  - 収録作品：風を放つ / 迷走のオルネラ / 夜行の冬 / 鸚鵡幻想曲 / ゴロンド
- 金色の獣、彼方に向かう（2011年11月 双葉社 / 2014年11月 双葉文庫 / 【改題】異神千夜 2018年5月 角川文庫）
  - 収録作品：異神千夜 / 風天孔参り / 森の神、夢に還る / 金色の獣、彼方に向かう
- 私はフーイー 沖縄怪談短篇集（2012年11月 メディアファクトリー / 【改題】月夜の島渡り 2014年12月 角川ホラー文庫）
  - 収録作品：弥勒節 / クームン / ニョラ穴 / 夜のパーラー / 幻灯電車 / 月夜の夢の、帰り道 / 私はフーイー
- 金色機械（2013年10月 文藝春秋 / 2016年5月 文春文庫）
- スタープレイヤー（2014年8月 KADOKAWA / 2017年8月 角川文庫）
- ヘブンメイカー　スタープレイヤーⅡ（2015年12月 KADOKAWA / 2017年10月 角川文庫）
- 無貌の神 （2017年1月 KADOKAWA / 2020年4月 角川文庫）
  - 収録作品：無貌の神 / 青天狗の乱 / 死神と旅する女 / 十二月の悪魔 / 廃墟団地の風人 / カイムルとラートリー
- 滅びの園（2018年5月 KADOKAWA / 2021年5月 角川文庫）
- 白昼夢の森の少女（2019年4月 KADOKAWA）
  - 収録作品：古入道きたりて / 焼け野原コンティニュー / 白昼夢の森の少女 / 銀の船 / 海辺の別荘で / オレンジボール / 傀儡の路地 / 平成最後のおとしあな / 布団窟 / 夕闇地蔵
- 真夜中のたずねびと（2020年9月 新潮社）
  - 収録作品：ずっと昔、あなたと二人で / 母の肖像 / やがて夕暮れが夜に / さまよえる絵描きが、森へ / 真夜中の秘密
- 化物園（2022年5月 中央公論新社）
  - 収録作品：窮鼠の旅／猫どろぼう猫／風のない夕暮れ、狐たちと／十字路の蛇／胡乱の山犬／日陰の鳥／音楽の子供たち
- 箱庭の巡礼者たち（2022年7月 KADOKAWA）
  - 収録作品：箱のなかの王国　物語の断片１　吸血鬼の旅立ち／スズとギンタの銀時計　物語の断片２　静物平原／短時間接着剤　物語の断片３　海田才一郎の朝／洞察者　物語の断片４　ファンレター／ナチュラロイド／円環の夜叉　物語の断片５　最果てから未知へ

#### 絵本原作
- ゆうれいのまち（2012年2月 岩崎書店）- 絵・大畑いくの

### アンソロジー
「」内が恒川光太郎の作品
- きみが見つける物語 休日編（2008年7月 角川文庫）「秋の牢獄」
- 七つの死者の囁き（2008年11月 新潮文庫）「夕闇地蔵」
- 怪談列島ニッポン 書き下ろし諸国奇談競作集（2009年2月 MF文庫ダ・ヴィンチ）「弥勒節」
- スタートライン―始まりをめぐる19の物語（2010年4月 幻冬舎文庫）「海辺の別荘で」
- 怪談実話系7 書き下ろし怪談文芸競作集（2012年2月 MF文庫ダ・ヴィンチ）「布団窟」
- 坂木司リクエスト! 和菓子のアンソロジー（2013年1月 光文社 / 2014年6月 光文社文庫）「古入道きたりて」
- 二十の悪夢 角川ホラー文庫創刊20周年記念アンソロジー（2013年11月 角川ホラー文庫）「銀の船」
- 謎の放課後 学校のミステリー（2013年11月 角川文庫）「屋根猩猩」
- 走る？（2017年8月　文春文庫）「リスタート」
- 猫ミス！（2017年10月　中公文庫）「猫どろぼう猫」
- ねがいごと（2018年5月　静山社）「七夕の墜落」

## メディア・ミックス
ラジオドラマ
- スタープレイヤー（2015年6月1日 - 6月12日予定、全10回、NHK-FM「青春アドベンチャー」、出演：田中敦子 他）

- 夜市(2015年10月24日 午後9時～午後9時50分、全1回、NHK-FM「FMシアター」、出演:梅舟惟永他)

漫画
作画：木根ヲサム
- まつろはぬもの1 〜鬼の渡る古道〜（2007年11月 ヤングサンデーコミックス）
- まつろはぬもの2 〜鬼の渡る古道〜（2008年3月 ヤングサンデーコミックス）
- まつろはぬもの3 〜鬼の渡る古道〜（2008年7月 ヤングサンデーコミックス）
- まつろはぬもの4 〜鬼の渡る古道〜（2008年9月 ヤングサンデーコミックス）
- まつろはぬもの5 〜鬼の渡る古道〜（2008年10月 ヤングサンデーコミックス）
- まつろはぬもの6 〜鬼の渡る古道〜（2009年2月 ヤングサンデーコミックス）

作画：奈々巻かなこ
- 夜市（2018年11月16日　ボニータ・コミックス）

## 出演
- タイプライターズ〜物書きの世界〜（2022年8月20日、フジテレビ）[8]